# Discografia di Adriano Celentano
Di seguito viene riportata la discografia del cantante Adriano Celentano.

## Album in studio
- 1960 – Adriano Celentano con Giulio Libano e la sua orchestra – (Jolly, LPJ 5008)
- 1960 – Furore – (Jolly, LPJ 5017)
- 1962 – Peppermint twist – (Jolly, LPJ 5021)
- 1963 – A New Orleans – (Jolly, LPJ 5025)
- 1964 – Non mi dir – (Clan, ACC-S/LP 40002)
- 1966 – Il ragazzo della via Gluck – (Clan, ACC-S/LP 40007)
- 1968 – Azzurro/Una carezza in un pugno – (Clan, ACC 40011)
- 1968 – Adriano rock – (Clan, BF 501)
- 1970 – Il forestiero – (Clan, BFM 700)
- 1971 – Er più - Storia d'amore e di coltello – (Clan, BFM 602)[1]
- 1972 – I mali del secolo – (Clan, BFM 701)
- 1973 – Nostalrock – (Clan, CLN 65764)
- 1975 – Yuppi du – (Clan, CLN 69120)
- 1976 – Svalutation – (Clan, CLN 86013)
- 1977 – Disco dance – (Clan, CLN 86026)
- 1977 – Tecadisk – (Clan, CLN 86033)
- 1978 – Ti avrò – (Clan, CLN 20053)
- 1978 – Geppo il folle – (Clan, CLN 20099)
- 1979 – Soli – (Clan, CLN 20150)
- 1980 – Un po' artista un po' no – (Clan, CLN 20201)
- 1981 – Deus – (Clan, CLN 20257)
- 1982 – Uh... uh... – (Clan, CLN 20324)
- 1983 – Atmosfera – (Clan, CLN 20380)
- 1984 – I miei americani – (Clan, CLN 20445)
- 1985 – Joan Lui – (Clan, CLN 20485)
- 1986 – I miei americani 2 – (Clan, CLN 20545)
- 1987 – La pubblica ottusità – (Clan, CLN 20699)
- 1991 – Il re degli ignoranti – (Clan, 9031 74439-1)
- 1994 – Quel punto – (Clan, 4509 97319-1)
- 1996 – Arrivano gli uomini – (Clan, CLCD 74321 381192)
- 1998 – Mina Celentano – (Clan/PDU, 90011)
- 1999 – Io non so parlar d'amore – (Clan, CLN 13641)
- 2000 – Esco di rado e parlo ancora meno – (Clan, CLN 20482)
- 2002 – Per sempre – (Clan, CLN 20511)
- 2004 – C'è sempre un motivo – Clan, CLN 20551
- 2007 – Dormi amore, la situazione non è buona – (Clan)
- 2011 – Facciamo finta che sia vero – (Universal Music)
- 2012 – Facciamo finta che sia vero (Deluxe CD + DVD)
- 2016 – Le migliori — (Clan/PDU)
- 2019 – Adrian — (Clan/Universal Music Italy)
- 2024 – Minacelentano ["Special Edition CD + 45 giri" e "Versione Picture Disc"] – (Clan Celentano/Sony Music Italy)

## Album dal vivo
- 1979 – Me, live! – (Clan, CLN 22203)
- 2001 – Storia d'amore - (versione live tratta dall'album "Il cuore, la voce") – (Clan/Sony Music)
- 2006 – Il ragazzo della via Gluck - (live 1994 a Berlino tratto dall'album "Unicamente Celentano") – (Clan/Sony Music)
- 2012 – Adriano Live – (Clan/Universal Music)
- 2012 – Il concerto - Arena di Verona – (Clan, CLN 33027) (album live con l'aggiunta di brani in studio già editi)

## Raccolte
- 1965 – 18 successi di Celentano (Stella Records, LPS 6029)
- 1965 –  20 successi di Adriano Celentano (Stella Records, LPS 6028)
- 1965 – Adriano Celentano Special (Clan, ACC LP 40002) - riedizione di Non mi dir)
- 1966 – La festa (Clan, ACC 40006)
- 1968 - I Rock & Roll di Celentano (Stella Records, LPS 6091)
- 1969 – Le robe che ha detto Adriano (Clan, BF 502)
- 1969 – Pioggia di successi – (Clan, BF LP 506)
- 1970 – Adriano hits – (Clan, BF LP 600)
- 1973 – La storia di uno... Adriano Celentano – (Clan, CLN 68215)
- 1975 – Il meglio di Adriano Celentano – (Clan, CLN 69133)
- 1976 – Ritratto di... Adriano Celentano – (Record Bazaar, RB 29)
- 1980 – Antologia (1957-1980) – (Clan, CLN 22504)
- 1980 – Il tempo se ne va compilation musica
- 1982 – Il cinema di Adriano – (Clan, CLN 25037)
- 1983 – Le volte che Adriano è stato primo – (Clan, CLN 20391)
- 1984 –  Antologia Vol. 3 1976-1982  – (Clan)
- 1987 – Conto su di te (Clan)
- 1988 – Antologia '57-'87 (6 dischi) – (Clan, CLN 77002)
- 1988 – Susanna – (Clan)
- 1989 – Azzurro – (Clan, CDLSM 100020)
- 1992 – Superbest – (Clan, 4509 91216)
- 1995 – Alla corte del ReMix – (Clan, CLCD 74321 331042)
- 1995 – Ciao Ragazzi – (Discomagic, CDDRIVE567)
- 1996 – Gli anni 60 – (Clan)
- 1997 – Le origini di Adriano Celentano vol.1 – (RTI Music, RTI 11611)
- 1999 – Le origini di Adriano Celentano vol.2 – (Clan, CLN 496155)
- 2000 – Questa è la storia di uno di noi (cofanetto di 29 album) (Clan/Universal Music)
- 2001 – Il cuore, la voce – (Clan, CLN 20501)
- 2003 – Le volte che Celentano è stato 1 – (Clan, CLN 20521)
- 2003 – TRE  – (Clan)
- 2006 – Unicamente Celentano – (Clan, CLN 20571)
- 2007 – Tutto Adriano 1958-1964
- 2008 – L'animale – (Clan)
- 2009 – Greatest Hits (Antologia ufficiale uscita solo in Russia – (Clan/Sony Music)
- 2011 – Unicamente Celentano (Deluxe Edition)– (Clan/Universal Music)
- 2012 – Questa é la storia di uno di noi - (ristampa cofanetto con l'aggiunta di altri sei album) - (Clan/Universal Music)
- 2013 – ...Adriano – (Clan)
- 2017 – Tutte le migliori – (Clan/Pdu)
- 2021 – MinaCelentano - The Complete Recordings – (Clan/Pdu)

## EP
- 1958 – Rip It Up/Jailhouse Rock/Tutti frutti/Blueberry Hill – (Music, EPM 10123)
- 1958 – Tell Me That You Love Me/The Stroll/Man Smart/I Love You Baby – (Music, EPM 10132)
- 1959 – Teddy Girl/Desidero te/Pronto pronto/Idaho – (Jolly, EPJ 1056)
- 1959 – Il tuo bacio è come un rock/Il ribelle/Nessuno crederà/I ragazzi del juke-box – (Jolly, EPJ 1053)
- 1960 – Piccola/Ritorna lo shimmy/Personality/Il mondo gira – (Jolly, EPJ 1061; Piccola  e Ritorna lo shimmy con Anita Traversi)
- 1960 – Impazzivo per te/Rock Matto/Nikita Rock/Blue Jeans Rock – (Jolly, EPJ 1062)
- 1960 – Pitagora/A cosa serve soffrire/La gatta che scotta/Così no – (Jolly, EPJ 1063)
- 1961 – 24.000 baci/Aulì-Ulè/Furore/Movimento di Rock – (Jolly, EPJ 1065)
- 1961 – Non esiste l'amor/Basta/Gilly (con Anita Traversi)/Coccolona (con Anita Traversi) – (Jolly, EPJ 1066)

## Cofanetti
- 2000 – Questa è la storia di uno di noi  – (Clan/Sony Music)
- 2024 – Adriano Celentano Greenyl: Il ragazzo della Via Gluck; Azzurro; Le robe che ha detto Adriano; I mali del secolo; Yuppi du; Svalutation (Clan/Universal Music Italia)
- 2024 – Mina Celentano (Vinyl Picture Disc) – (Clan Celentano/Sony Music Italia)
- 2025 Adriano Celentano Greenyl (Vol 2): Atmosfera; Joan Lui; La pubblica ottusità; C'è sempre un motivo; Dormi amore La situazione non è buona (Clan/Universal Music Italia)

## Singoli
- 1958 – Rip It Up/Jailhouse Rock – (Music, 2223)
- 1958 – Blueberry Hill/Tutti frutti – (Music, 2224)
- 1958 – Man Smart/I Love You Baby – (Music, 2232)
- 1958 – The Stroll/Tell Me That You Love Me – (Music, 2233)
- 1958 – Happy Days Are Here Again/Buonasera signorina – (Jolly, J 20032)
- 1958 – Hoola Hop Rock/La febbre dell'hoola hop – (Jolly, J 20045)
- 1959 – Ciao ti dirò/Un'ora con te – (Jolly, J 20057)
- 1959 – Il ribelle/Nessuno crederà – (Jolly, J 20063)
- 1959 – Il tuo bacio è come un rock/I ragazzi del juke-box – (Jolly, J 20064)
- 1959 – Teddy Girl/Desidero te – (Jolly, J 20068)
- 1959 – Pronto pronto/Idaho – (Jolly, J 20069)
- 1960 – Nikita Rock/Blue Jeans Rock – (Jolly, J 20079)
- 1960 – Rock matto/Impazzivo per te – (Jolly, J 20080
- 1960 – Personality/Il mondo gira – (Jolly, J 20089)
- 1960 – Così no/La gatta che scotta – (Jolly, J 20090)
- 1960 – Piccola/Ritorna lo shimmy – (Jolly, J 20092; con Anita Traversi)
- 1960 – Pitagora/A cosa serve soffrire – (Jolly, J 20106)
- 1960 – Giarrettiera rossa/Che dritta – (Jolly, J 20107)
- 1960 – Furore/Movimento di rock – (Jolly, J 20124)
- 1961 – 24.000 baci/Aulì-Ulè – (Jolly, J 20127)
- 1961 – Non esiste l'amor/Basta – (Jolly, J 20137)
- 1961 – Gilly/Coccolona – (Jolly, J 20144; con Anita Traversi)
- 1961 – Nata per me/Non essere timida – (Jolly, J 20150)
- 1962 – Peppermint Twist/Forse forse – (Jolly, J 20153)
- 1962 – Ciao amore/Veleno – (Caramba, C 11000)
- 1962 – Si è spento il sole/La mezza luna – (Jolly J 20178)
- 1962 – Stai lontana da me/Amami e baciami/Sei rimasta sola – (Clan, ACC 24001)
- 1962 – Pregherò/Pasticcio in Paradiso – (Clan, ACC 24005)
- 1962 – Serafino campanaro/Hei stella – (Jolly, J 20220)
- 1962 – A New Orleans/Un sole caldo caldo caldo – (Jolly, J 20197)
- 1963 – Il tangaccio/Grazie, prego, scusi – (Clan, ACC 24009
- 1963 – Sabato triste/Le notti lunghe – (Clan, ACC 24012)
- 1963 – Una notte vicino al mare/Hello Mary Lou – (Jolly, J 20228)
- 1964 – Non mi dir/Non piangerò – (Clan, ACC 24015)
- 1964 – Il problema più importante/È inutile davvero – (Clan, ACC 24016)
- 1964 – Bambini miei/L'angelo custode – (Clan, ACC 24019)
- 1964 – Ciao ragazzi/Chi ce l'ha con me – (Clan, ACC 24022)
- 1965 – E voi ballate/Due tipi come noi/Sono un simpatico – (Clan, ACC 24024)
- 1965 – La festa/Ringo – (Clan, ACC 24027)
- 1966 – Il ragazzo della via Gluck/Chi era lui – (Clan, ACC 24032)
- 1966 – Mondo in mi 7ª/Una festa sui prati – (Clan, ACC 24040)
- 1967 – La coppia più bella del mondo/Torno sui miei passi – (Clan, ACC 24051)
- 1967 – Tre passi avanti/Eravamo in 100.000 – (Clan, ACC 24058)
- 1967 – 30 donne del West/Più forte che puoi – (Clan, ACC 24063)
- 1968 – Canzone/Un bimbo sul leone – (Clan, ACC 24073)
- 1968 – Un po' di vino (con Pilade)/Amami un giorno soltanto (cantata da Pilade) – (Clan, ACC 24075)
- 1968 – Azzurro/Una carezza in un pugno – (Clan, ACC 24080)
- 1968 – L'attore/La tana del re – (Clan, BF 69001)
- 1969 – La storia di Serafino/La pelle – (Clan, BF 69013)
- 1969 – Storia d'amore/Straordinariamente – (Clan, BF 69014)
- 1969 – Lirica d'inverno/L'uomo nasce nudo – (Clan, BF 69030)
- 1970 – Chi non lavora non fa l'amore/Due nemici innamorati – (Clan, BF 69040)
- 1970 – Viola/Se sapevo non crescevo – (Clan, BF 69051)
- 1971 – Sotto le lenzuola/Il forestiero – (Clan, BF 70000)
- 1971 – Una storia come questa/Brutta – (Clan, BF 70010)
- 1971 – Er più/Una storia d'amore e di coltello – (Clan, BF 70015)
- 1972 – Un albero di trenta piani/Forse eri meglio di lei – (Clan, BF 70018)
- 1972 – La ballata di Pinocchio/I Will Drink the Wine – (Clan, BF 70022)
- 1972 – Prisencolinensinainciusol/Disc Jockey – (Clan, BF 70026)
- 1973 – L'unica chance/Quel signore del piano di sopra – (Clan, CLN 1319)
- 1973 – Only You/We're Gonna Move – (Clan, CLN 1887)
- 1974 – Bellissima/Stringimi a te – (Clan, CLN 2443)
- 1975 – Yuppi du/La ballata – (Clan, CLN 3208)
- 1975 – Un'altra volta chiudi la porta/Do dap – (Clan, CLN 3633)
- 1976 – Svalutation/La barca – (Clan, CLN 4375)
- 1977 – A Woman in Love/Rock Around the Clock/Don't Play That Song (You Lied) – (Clan, CLN 5048)
- 1977 – When Love/Somebody Save Me – (Clan, CLN 5403)
- 1978 – Ti avrò/La moglie, l'amante, l'amica – (Clan, CLN 10089)
- 1979 – Che cosa ti farei/Geppo – (Clan, CLN 10120)
- 1979 – Soli/Io e te – (Clan, CLN 10174)
- 1980 – Qua la mano/Gocce d'acqua – (Clan, CLN 10251)
- 1980 – Il tempo se ne va/Non se ne parla nemmeno – (Clan, CLN 10252)
- 1980 – Tu non mi lascerai (Rarità 1980) – (Clan)
- 1980 – Innamorata, incavolata a vita/Se non è amore – (Clan, CLN 10305)
- 1981 – L'artigiano (1ª parte)/L'artigiano (2ª parte) – (Clan, CLN 10326)
- 1982 – Crazy Movie/Roma che fa...te innamora – (Clan, CLN 10371)
- 1982 – Uel mae sae/We're Gonna Move – (Clan, CLN 10393)
- 1982 – Uh...uh.../Jungla di città – (Clan, CLN 10442)
- 1982 – Non succederà più/Un filo di pazzia (CLAN CGD 10373) feat. Claudia Mori
- 1984 – Susanna/Il cantante folle – (Clan, CLN 23001)
- 1987 – Mi attrai/La luce del sole – (Clan, CLN 10786)
- 1995 – Voglio prendere il sole - (l'unico singolo uscito in CD) – (Clan, CLN 64143)
- 1997 – Grigio (cameo con Mina ) - (PDU)
- 2000 – La guerra di Piero – (Faber)
- 2001 – Amami presto feat. Gianni Bella (SDC/Sony Music)
- 2001 – L'emozione non ha voce feat. Biagio Antonacci (Clan Celentano)
- 2005 – L'indiano – (Clan, CLN 4024)
- 2006 – Oh Diana – feat Paul Anka (Universal Music)
- 2012 – Happy days are here again / Who's sorry now (Jolly, J 7600) (inediti del 1958 - 45 giri abbinato alla ristampa dei primi 2 LP usciti nello stesso anno)
- 2012 – Ti penso e cambia il mondo versione live Festival di Sanremo 2012 feat. Gianni Morandi (Universal Music)
- 2013 Ti fai del male (Clan Celentano)
- 2013 – Io non ricordo (da quel giorno tu) (Clan Celentano)
- 2014 Mai nella vita (Clan Celentano)
- 2014 – Un bimbo sul leone – feat. Fiorella Mannoia – (Sony Music)
- 2016 – Amami amami – con Mina (Clan/PDU)
- 2017 – A un passo da te – con Mina (Clan/PDU)
- 2017 – Ma che ci faccio qui – con Mina (Clan/PDU)
- 2017 – Se mi ami davvero – con Mina (Clan/PDU)
- 2017 – Eva (Mina e Adriano Celentano) – (Clan/PDU)
- 2017 – Prisencolinensinaiciusol (Benny Benassi Remixed) – (Clan Celentano/Sony Music)
- 2018 – La Casa Azul (cameo con Marco Mengoni) – (Sony Music)
- 2019 – I want to know (Benny Benassi Remixed) – (Clan Celentano/Universal Music Italy)
- 2021 – Niente è andato perso feat. Mina (Clan/PDU)
- 2021 – Niente è andato perso/Eva – (45 Giri) – (Clan/PDU)
- 2023 – Toscana Fanboys con Peter Fox
- 2024 – Amore no - (Remix) – (Clan Celentano/Universal Music Italy)

## Musiche scritte da Adriano Celentano per altri interpreti
Spesso, nel firmare le canzoni scritte per altri artisti, Celentano ha usato lo pseudonimo Adricel.
| Anno | Titolo                      | Autore testo                     | Autore musica                     | Interprete                           |
| ---- | --------------------------- | -------------------------------- | --------------------------------- | ------------------------------------ |
| 1959 | Vorrei sapere perché        | Lucio Fulci e Piero Vivarelli    | Adriano Celentano e Ezio Leoni    | Mina                                 |
| 1961 | Enrico VIII                 | Miki Del Prete                   | Adricel e Detto Mariano           | I Ribelli                            |
| 1963 | T'hanno vista domenica sera | Mogol e Miki Del Prete           | Adricel                           | Peppino di Capri e Isabella Iannetti |
| 1964 | Quanti ragazzi              | Miki Del Prete                   | Adriano Celentano e Don Backy     | Isabella Iannetti                    |
| 1965 | Ma con chi                  | Luciano Beretta e Miki Del Prete | Adriano Celentano e Detto Mariano | Don Backy e Rogers                   |

## Partecipazioni
- Settembre 1963 – Detto Mariano – Uno strano tipo – (Clan, ACC 40000) – Celentano canta nel brano Dormi bambino
- 1977 – Detto Mariano - L'altra metà del cielo – (Clan, CLN 82014) – Celentano canta nel brano Woolgoolgaringa[2]

## Duetti pubblicati
- Con Anita Traversi: Piccola - Ritorna lo shimmy - Gilly - Coccolona
- Con Pilade: Un po' di vino
- Con Don Backy: La carità
- Con Mina: Acqua e sale – Brivido felino – Che t'aggia di' – Dolce fuoco dell'amore – Io non volevo – Messaggio d'amore – Sempre sempre sempre – Specchi riflessi (in Mina Celentano, 1998); Amami amami - È l'amore - Se mi ami davvero - Ti lascio amore - A un passo da te (ragione e sentimento) - Non mi ami - Ma che ci faccio qui - Sono le tre - Come un diamante nascosto nella neve - Prisencolinensinainciusol (in Le migliori, 2016); Eva (in Tutte le migliori, 2017); Niente è andato perso (in MinaCelentano - The Complete Recordings, 2021)
- Con Biagio Antonacci: L'emozione non ha voce (in Il cuore, la voce, 2001)
- Con Nada: Il figlio del dolore (in Esco di rado e parlo ancora meno, 2000)
- Con Gianni Bella: Amami presto (in Il profumo del mare, 2001)
- Con Cesária Évora: Quel casinha, cover de Il ragazzo della via Gluck (in C'è sempre un motivo, 2004)
- Con Paul Anka: Oh, Diana, cantato in italiano (in Unicamente Celentano, 2006)
- Con Fiorella Mannoia: Un bimbo sul leone (in Fiorella, 2014)
- Con Marco Mengoni: Le casa azul (in Atlantico, 2018)
- Con Peter Fox: Toscana Fanboys (in Love Songs, 2023)

Il brano "Voglio stare al sole", unico singolo ad essere uscito in CD, doveva inizialmente essere un duetto con Ambra Angiolini. La proposta di Celentano non si realizzò e l'uscita del CD fu anticipata in esclusiva nazionale dall'emittente Rtl.

## Discografia estera

### Argentina
- 1962 - No existe el amor

### Austria
- 1971 - Adriano

### Brasile
- 1963 - Adriano Celentano

### Francia
- 1962 - Les Grands Succès
- 1970 - Adriano Celentano

### Germania
- 1967 - Adriano Celentano
- 1967 - The Best of Adriano Celentano
- 1969 - Die Großen Erfolge
- 1970 - 20 Greatest Hits
- 1971 - The Best of Adriano Celentano
- 1971 - Adriano

### Giappone
- 1962 - 24,000のキッス

### Regno Unito
- 1969  - Introducing Adriano Celentano

### Spagna
- 1964 - Grandes Exitos!
- 1970 - Chi Non Lavora Non Fa L'Amore
- 1971 - Celentano Hits

### Stati Uniti
- 1966 - His Greatest Italian Hits

### Venezuela
- 1962 - Volumen 3